# Sławęcin (Basse-Silésie)
Pour les articles homonymes, voir Sławęcin.
Sławęcin est une localité polonaise de la gmina de Kamieniec Ząbkowicki, située dans le powiat de Ząbkowice Śląskie en voïvodie de Basse-Silésie.